# Savo Millini
Savo Millini (né le 5 juillet 1644 à Rome, alors la capitale des États pontificaux, et mort le 10 février 1701 à Rome) est un cardinal italien du XVIIe siècle. Il est l'oncle du cardinal Taddeo Luigi dal Verme (1695).

## Biographie
Savo Millini exerce des fonctions au sein de la curie romaine et est référendaire au tribunal suprême de la Signature apostolique. En 1675 il est élu archevêque titulaire de Césarée-en-Cappadoce (de) et envoyé comme nonce apostolique en Espagne.
Le pape Innocent XI le crée cardinal lors du consistoire du 1er septembre 1681. Il est transféré au diocèse d'Orvieto en 1681 avec titre personnel d'archevêque et au diocèse de Sutri et Nepi en 1694. En 1692 et 1693 il est camerlingue du Sacré Collège.
Savo Millini participe au conclave de 1689, lors duquel Alexandre VIII est élu pape, au conclave de 1691 (élection d'Innocent XII) et au conclave de 1700 (élection de Clément XI).

## Succession apostolique
Savo Millini a ordonné les évêques suivants :
- Évêque Antonio Medina Cachón y Ponce de León (1676)
- Évêque Tomás Carbonell (en), O.P. (1677)
- Patriarche Antonio de Benavides y Bazán (es) (1679)
- Évêque Juan Francisco de Padilla y San Martín (en), O. de M. (1684)
- Évêque Diego Evelino Hurtado de Compostela (en) (1685)
- Cardinal Fortunato Ilario Carafa della Spina (1687)
- Évêque Sebastiano Delli Frangi (en) (1688)
- Évêque Romualdo Tancredi (en), O.S.B. (1688)
- Archevêque Giovanni Vincenzo Lucchesini, O.S.M. (1689)